# 콘세르트헤바우

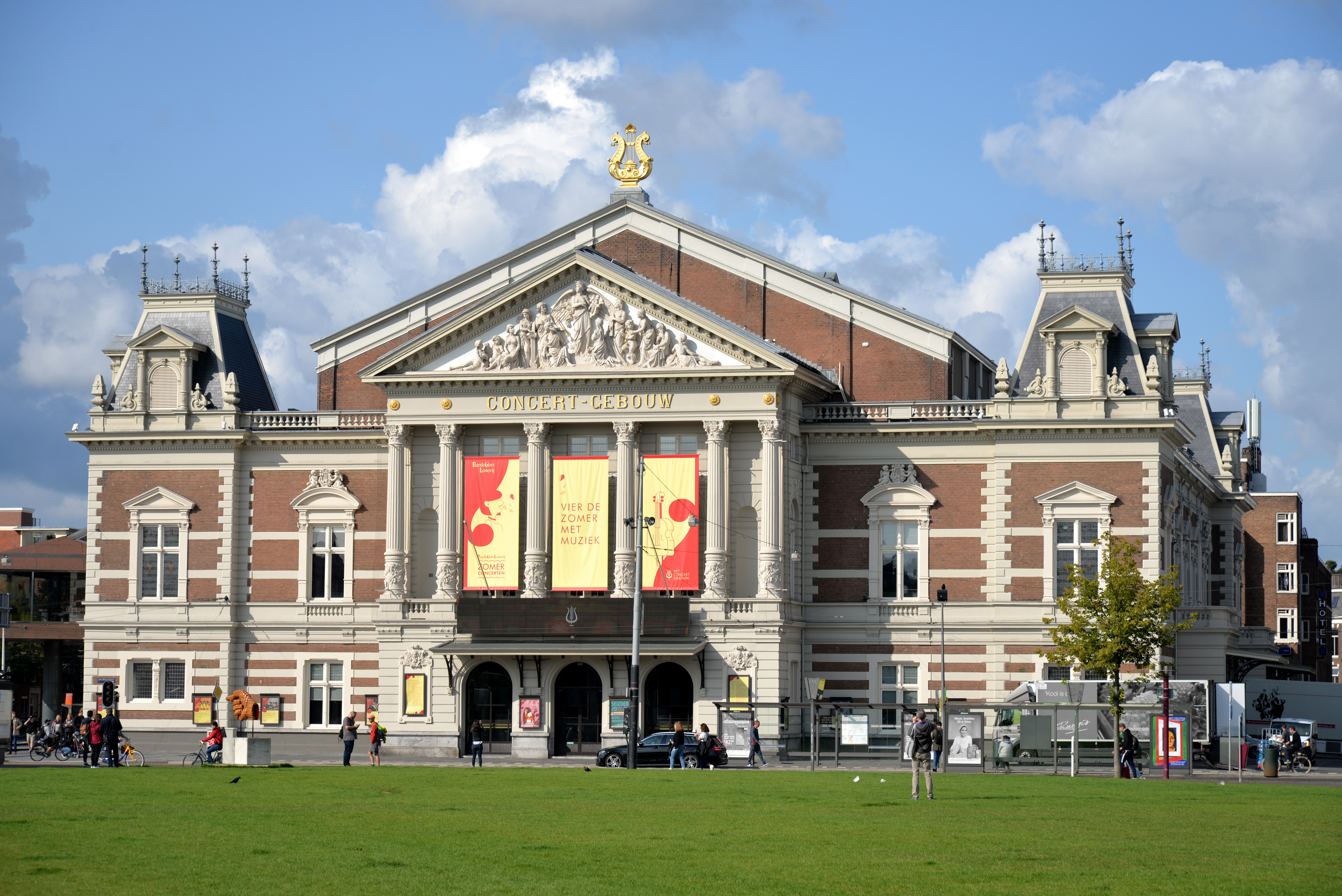
콘세르트헤바우

콘세르트헤바우(네덜란드어: Concertgebouw)는 네덜란드 암스테르담에 있는 콘서트 홀이다.